# Wilkołaz (gmina)
Pour les articles homonymes, voir Wilkołaz.
Wilkołaz est une gmina rurale (gmina wiejska) du powiat de Kraśnik, dans la Voïvodie de Lublin, dans l'est de la Pologne.
Son siège administratif (chef-lieu) est le village de Wilkołaz, qui se situe environ 13 kilomètres au nord-est de Kraśnik (siège du powiat) et 32 kilomètres au sud-ouest du chef-lieu de la voïvodie Lublin (capitale de la voïvodie).
La commune couvre une superficie de 81,86 km2 pour une population de 5 554 habitants en 2006.

## Histoire
De 1975 à 1998, la gmina est attachée administrativement à l'ancienne voïvodie de Lublin.

Depuis 1999, elle fait partie de la nouvelle voïvodie de Lublin.

## Géographie

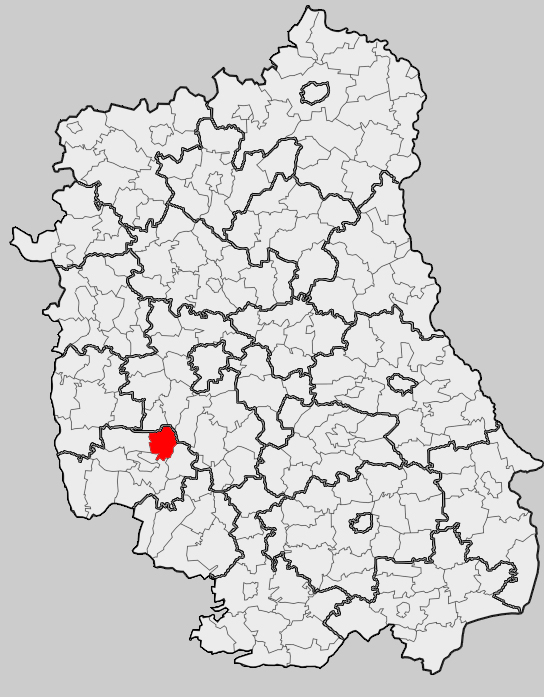
Position de la gmina dans la voïvodie

La gmina inclut les villages de:
- Ewunin
- Marianówka
- Obroki
- Ostrów
- Ostrów-Kolonia
- Pułankowice
- Rudnik
- Rudnik-Kolonia
- Wilkołaz
- Wilkołaz Dolny
- Wilkołaz Drugi
- Wilkołaz Trzeci
- Wólka Rudnicka
- Zalesie
- Zdrapy

### Gminy voisines
La gmina de Wilkołaz est voisine des gminy de:
- Borzechów
- Kraśnik
- Niedrzwica Duża
- Strzyżewice
- Urzędów
- Zakrzówek

## Structure du terrain
D'après les données de 2014, la superficie de la commune de Wilkołaz est de 81,86 kilomètres carrés, répartis comme telle :
- terres agricoles : 83 %
- forêts : 11 %

La commune représente 8 % de la superficie du powiat.

## Démographie
Données du 30 juin 2004:
| Description        | Total  | Total | Femmes | Femmes | Hommes | Hommes |
| ------------------ | ------ | ----- | ------ | ------ | ------ | ------ |
| Unité              | Nombre | %     | Nombre | %      | Nombre | %      |
| Population         | 5 575  | 100   | 2 768  | 49,7   | 2 807  | 50,3   |
| Densité (hab./km²) | 68,1   | 68,1  | 33,8   | 33,8   | 34,3   | 34,3   |